# Chi Capricorni
Chi Capricorni (χ Capricorni, förkortat Chi Cap, χ Cap) som är stjärnans Bayerbeteckning, är en stjärna belägen i den mellersta delen av stjärnbilden Stenbocken. Den har en skenbar magnitud på 5,28 och är svagt synlig för blotta ögat där ljusföroreningar ej förekommer. Baserat på parallaxmätning inom Hipparcosuppdraget på ca 18,1 mas, beräknas den befinna sig på ett avstånd av ca 180 ljusår (ca 55 parsek) från solen.

## Egenskaper
Chi Capricorni är en blå stjärna i huvudserien av spektralklass A0 V. Den har en massa som är ca 2,8 gånger större än solens massa, en radie som är ca 1,65 gånger större än solens och utsänder från dess fotosfär ca 21 gånger mera energi än solen vid en effektiv temperatur på ca 10 900 K.
Chi Capricorni är en tänkbar Lambda Boötis-stjärna, som visar ett kemiskt spektrum med ett mindre överskott av de flesta elementen tyngre än syre. Stjärnan är ca 250 miljoner år gammal och roterar snabbt med en projicerad rotationshastighet på 212 km/s.
Med en vinkelseparation på ca 1 200 bågsekunder finns en svag följeslagare, betecknad HIP 99550, vilket vid det uppskattade avståndet till Chi Capricorni betyder en projicerad separation på 28 300 AE. Den är en röd dvärgstjärna av spektralklass M0 Vk och har en skenbar magnitud på 10,94.